# Moita Bonita
Moita Bonita este un oraș în Sergipe (SE), Brazilia.